# Szinatrukész pártus király
Szinatrukész (vagy Szanatrukész) a Pártus Birodalom királya i. e. 75-től i. e. 69-ig. 
Szinatrukész, aki feltehetően I. Mithridatész fia volt, 80 éves korában döntötte meg I. Oródész uralmát. A trónon fia, III. Phraatész követte. 

## Uralkodása

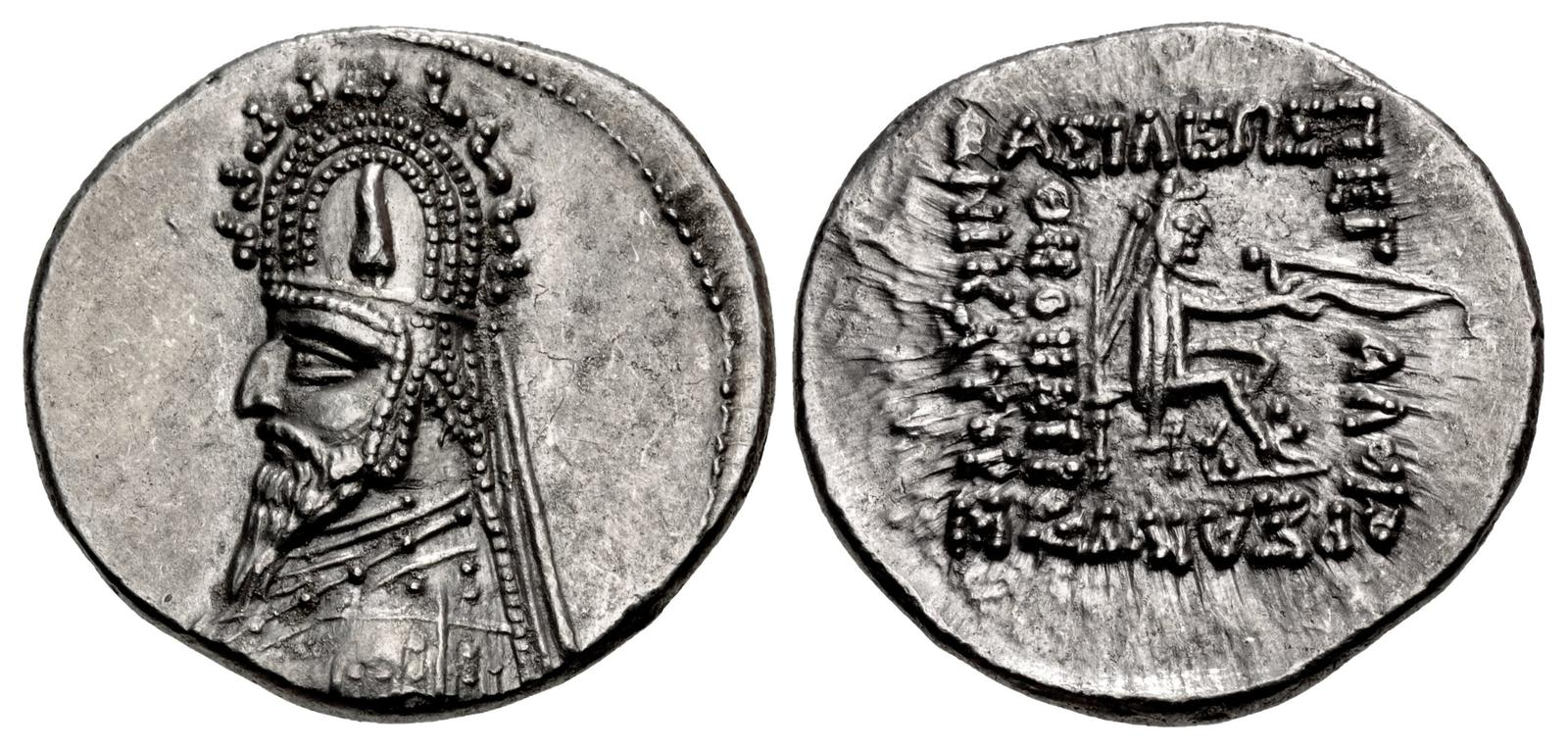
Szinatrukész pénze

II. Mithridatész i. e. 88-as halálát követően a Pártus Birodalom hanyatlani kezdett, a központi hatalom tekintélye megrendült, vazallusai elszakadtak, területeket vesztett a határvidékeken. Az uralkodói dinasztiához tartozó (feltehetően I. Mithridatész fia volt) nyolcvan éves Szinatrukész, aki a közép-ázsiai szakák között élt, i. e. 75 körül a nomádok segítségével elűzte az akkori királyt, I. Oródészt. A következő közel száz évben (i. sz. 12-ig) leszármazottai, az ún. "szinatrukidák" kormányozták a birodalmat, akiket többek között az egyik nagy pártus nemesi ház, a Szakasztánban élő Szurenek támogattak.
Uralkodása idején a korábban pártus vazallus örmény király, II. Tigranész kihasználta a birodalom gyengeségét és visszavette azt a "hetven völgyet", amelyet trónra kerülésekor kellett II. Mithridatésznek ajándékoznia; ezt követően pedig megszállta az addig pártus uralom alatt lévő Média Atropaténét, Gordüénét, Adiabénét, Oszroénét és Észak-Mezopotámiát.
Szinatrukész i. e. 69-ben halt meg és a trónon fia, III. Phraatész követte.

## Pénzei
Szinatrukész és fia, Phraatész pénzein egyedi jelleg, hogy szarvasokkal díszített, méd stílusú fejfedőt viselnek. A szarvas azoknak a szakáknak volt a szent állata, akik őt trónra segítették.

## Sources
- Assar, Gholamreza F.. A Revised Parthian Chronology of the Period 91-55 BC. Istituti Editoriali e Poligrafici Internazionali (2006). ISBN 978-8-881-47453-0
- (2007) „Religious iconography on ancient Iranian coins”. Journal of Late Antiquity, London, 413–434. o.
- Curtis, Vesta Sarkhosh. Parthian coins: Kingship and Divine Glory, The Parthian Empire and its Religions, 67–83. o. (2012. március 25.). ISBN 9783940598134
- (2007) „The Parthian Kingship”. History of the Ancient Near East / Monographs XI, 123–134. o.
- Dąbrowa, Edward (2010). „Arsakes Epiphanes. Were the Arsacids Deities 'Revealed'?”. Studi Ellenistici XXIV, 223–231. o.
- The Arsacid Empire, The Oxford Handbook of Iranian History. Oxford University Press, 1–432. o. (2012. március 25.). ISBN 978-0-19-987575-7
- Dąbrowa, Edward (2013). „The Parthian Aristocracy: its Social Position and Political Activity”. Parthica 15, 53–62. o.
- (2018) „Arsacid Dynastic Marriages”. Electrum 25, 73–83. o. DOI:10.4467/20800909EL.18.005.8925.
- Garsoian, Nina. Tigran II, Encyclopaedia Iranica (2005)
- Gazerani, Saghi. The Sistani Cycle of Epics and Iran's National History: On the Margins of Historiography. BRILL, 1–250. o. (2015). ISBN 9789004282964
- The Persian Empire: A Historical Encyclopedia [2 volumes]. ABC-CLIO (2016. március 25.). ISBN 978-1610693912
- Marciak, Michał. Sophene, Gordyene, and Adiabene: Three Regna Minora of Northern Mesopotamia Between East and West. BRILL (2017. március 25.). ISBN 9789004350724
- Olbrycht, Marek Jan (1997). „Parthian King's tiara – Numismatic evidence and some aspects of Arsacid political ideology”. Notae Numismaticae 2, 27–61. o.
- Olbrycht, Marek Jan. Arsacid Iran and the nomads of Central Asia – Ways of cultural transfer, Complexity of Interaction along the Eurasian Steppe Zone in the First Millenium CE, Bonn Contributions to Asian Archaeology, 333–390. o. (2015. március 25.)
- Dynastic Connections in the Arsacid Empire and the Origins of the House of Sāsān, The Parthian and Early Sasanian Empires: Adaptation and Expansion. Oxbow Books (2016. március 25.). ISBN 9781785702082
- Arsacid, Elymaean, and Persid Coinage, The Oxford Handbook of Ancient Iran. Oxford University Press (2013. március 25.). ISBN 978-0199733309
- Schmitt, Rüdiger. Personal Names, Iranian iv. Parthian Period, Encyclopaedia Iranica (2005)
- Shayegan, M. Rahim. Arsacids and Sasanians: Political Ideology in Post-Hellenistic and Late Antique Persia. Cambridge University Press, 1–539. o. (2011). ISBN 9780521766418
- (2001) „A Proposed Revision of the Attributions of the Parthian Coins Struck during the So-called 'Dark Age' and Its Historical Significance”. East and West 51 (1/2), Kiadó: Istituto Italiano per l'Africa e l'Oriente (IsIAO). ISSN 0012-8376.

## Fordítás
- Ez a szócikk részben vagy egészben  a   Sinatruces of Parthia című angol Wikipédia-szócikk ezen változatának fordításán alapul.  Az eredeti cikk szerkesztőit annak laptörténete sorolja fel. Ez a jelzés csupán a megfogalmazás eredetét és a szerzői jogokat jelzi, nem szolgál a cikkben szereplő információk forrásmegjelöléseként.

| Előző uralkodó: I. Oródész | Pártus király I. e. 75 – I. e. 69 | Következő uralkodó: III. Phraatész |